# Оборин, Сергей Григорьевич
Серге́й Григо́рьевич Обо́рин (род. 12 декабря 1956, Лысьва, Молотовская область) — советский и российский футболист, вратарь. Мастер спорта. После завершения игровой карьеры стал футбольным тренером.

## Карьера
Имеет высшее образование. Воспитанник спортклуба «Лысьва», первый тренер — Г. А. Мельчаков. Проведя год в клубе «Турбина» (Набережные Челны), перешел в пермскую «Звезду». В чемпионатах страны провёл 448 матчей, в том числе в «Звезде» — 335.
С 1995 года был главным тренером клуба «Амкар». Покинул команду, которую вывел в Премьер-лигу, в августе 2006 года (к тому времени у команды были не лучшие результаты: команда не могла выиграть ни разу после возобновления чемпионата после паузы на ЧМ-2006) после того, как не согласился с увольнением своего помощника — старшего тренера Игоря Шинкаренко, некоторые направления внутренней политики клуба не устраивали Оборина. В 2007 году (по август) тренировал «Крылья Советов» Самара, в 2008 (с 31 мая) — «Сибирь».
12 июня 2019 года после длительного перерыва в тренерской работе был назначен главным тренером воронежского «Факела», 16 октября 2019 года покинул клуб.
Первый тренер в истории российской Премьер-лиги, давший интервью по ходу игры (в гостевом матче с московским «Динамо», «Амкар» тогда выиграл — 2:1).

## Достижения
В качестве игрока
- Обладатель Кубка РСФСР: 1987
- Победитель зональных турниров второй лиги: 1978, 1985 и 1987
- В 1990 году получил звание мастер спорта СССР.

В качестве тренера
- Победитель первого дивизиона: 2003 (выход в Премьер-лигу)
- Победитель зонального турнира второго дивизиона: 1998 (выход в Первый дивизион)
- Бронзовый призёр зонального турнира второй лиги: 1996
- Серебряный призёр зонального турнира второй лиги: 1997
- Серебряный призёр зонального турнира третьей лиги: 1995 (выход во Вторую лигу)